# FSO Warszawa
De FSO Warszawa is een automodel dat door Fabryka Samochodów Osobowych, afgekort FSO, gefabriceerd werd van 1951 tot 1973 in Warschau, Volksrepubliek Polen.

## Geschiedenis
In 1948 sloot FSO een contract met FIAT voor de licentieproductie van de typen Fiat 1100 B en 1400 voor de duur van tien jaar. De geplande jaarcapaciteit zou meer dan 20.000 exemplaren zijn. Het besluit van een nieuwe autofabriek in Warschau-Żerań dateert van 31 juli 1948. Uit politieke en commerciële overwegingen werd de licentieovereenkomst met FIAT opgezegd. In plaats daarvan werd op 22 juli 1950 een overeenkomst getekend voor de productie van de GAZ M20 Pobeda. De productie van de Warszawa genaamde auto begon op 6 november 1951. In 1951 werden slechts 75 exemplaren gebouwd, in het volgende jaar bijna 1.600. Na de ingebruikname van een eigen lopende band voor motoren in 1953 en een eigen galvaniseerafdeling, gieterij, en instrumentenproductie in 1954 liep de levering van onderdelen uit de Sovjet-Unie enorm terug. Vanaf 1956 waren alle Warszawa-onderdelen uit eigen Poolse productie afkomstig. De auto kwam geheel overeen met de GAZ M20 en in Gorki doorgevoerde productiewijzigingen werden ook in de Poolse productie doorgevoerd.
In 1956 begon de productie van een ambulance M 20 S en in 1959 volgde de pick-up 200 P met laadbak en afdekzeil. De productie van het basismodel M 20 liep tot 15 mei 1957, met slechts gering gemodificeerde carrosserie (zakelijker grille) maar een sterkere motor verscheen in 1958 het tussentype 200 (ook wel: M 20-57). Nadat FSO de ontwerpstudio Ghia een opdracht voor herziening van de Warszawa-carrosserie had gegeven, werd in 1960 de gemoderniseerde sedanvariant 201 gepresenteerd. Bij gelijke lengte en breedte was de auto nu iets lager. Motorisch kwam de auto overeen met zijn voorganger. Andere carrosserievarianten waren de ambulance 210 S en de 200 P Furgon, die werd afgelost door de 201 bestelwagen. De jaarproductie was tot dat moment de 20.000 nog niet gepasseerd.
Vanaf 1963 volgden de modellen 203, 223, 204 en 224, ook in combi- en pick-upvarianten. De belangrijkste wijziging betrof de motor: van de simpele zijklepmotor was men overgestapt naar een OHC-motorblok (hangende kleppen) dat een stuk moderner en zuiniger was dan het oude type.  Met deze motoren werden ook de Poolse bedrijfswagens FSC Żuk, ZSD Nysa en FSR Tarpan uitgerust.
Geëxperimenteerd werd ook met andere motoren: in 1965 werd het prototype 210 met een zescilinder motorblok en een gesynchroniseerde vierversnellingsbak voorgesteld, drie jaar later presenteerde men een uitvoering met Perkins-dieselmotor 4108 (38 kW bij 3800 toeren per minuut). Op 30 maart 1973 eindigde de productie van de Warszawa. In totaal werden 254.470 exemplaren geproduceerd.
De auto werd vooral populair vanwege zijn gebruik door taxibedrijven en werd naar vele landen in verschillende werelddelen geëxporteerd. In 1968 werden een kwart van de Warszawa's in Oost-Europa, het zuiden van Afrika, China, Egypte, Finland, Mongolië en Turkije verkocht.

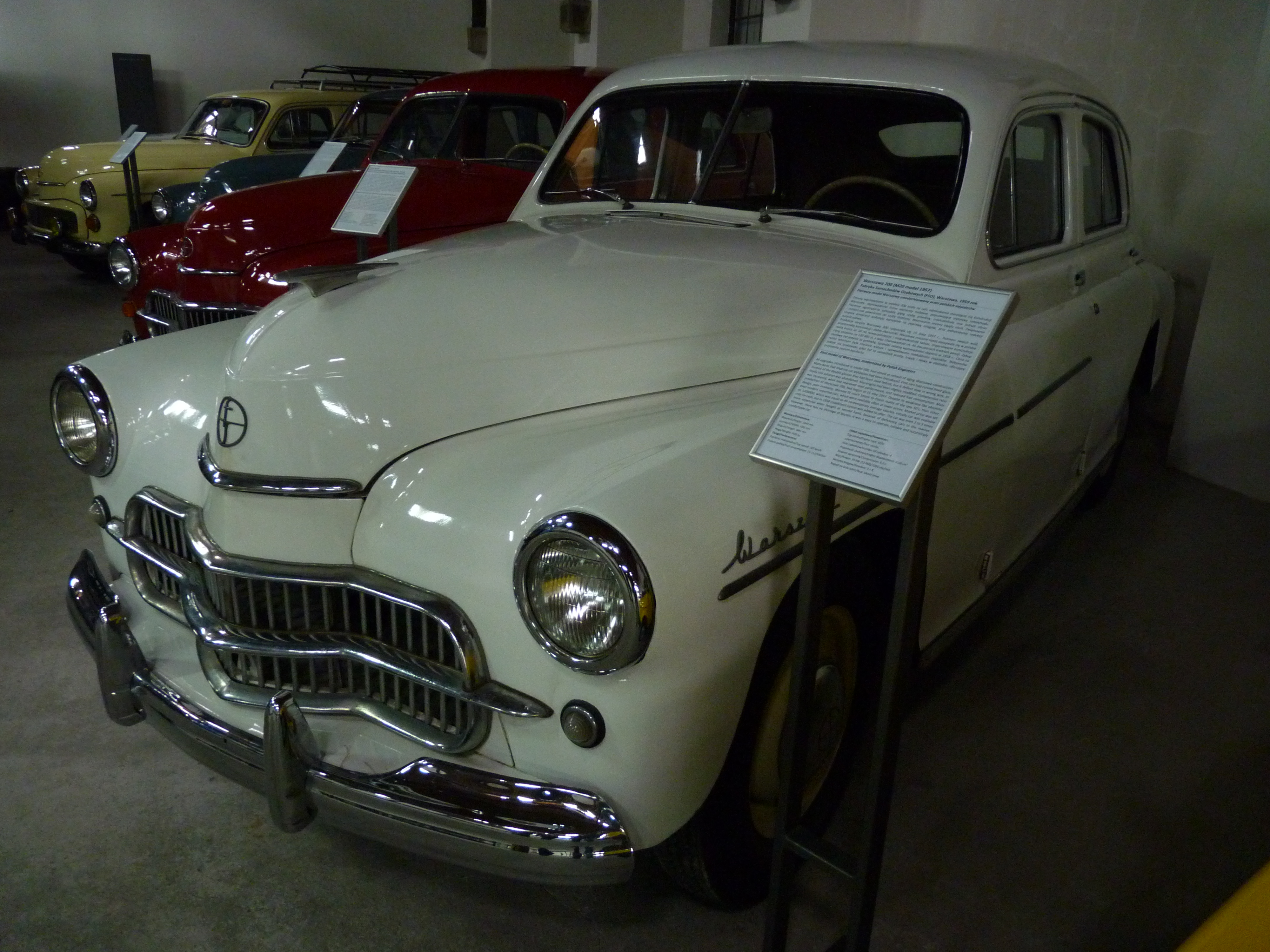
Warszawa 200
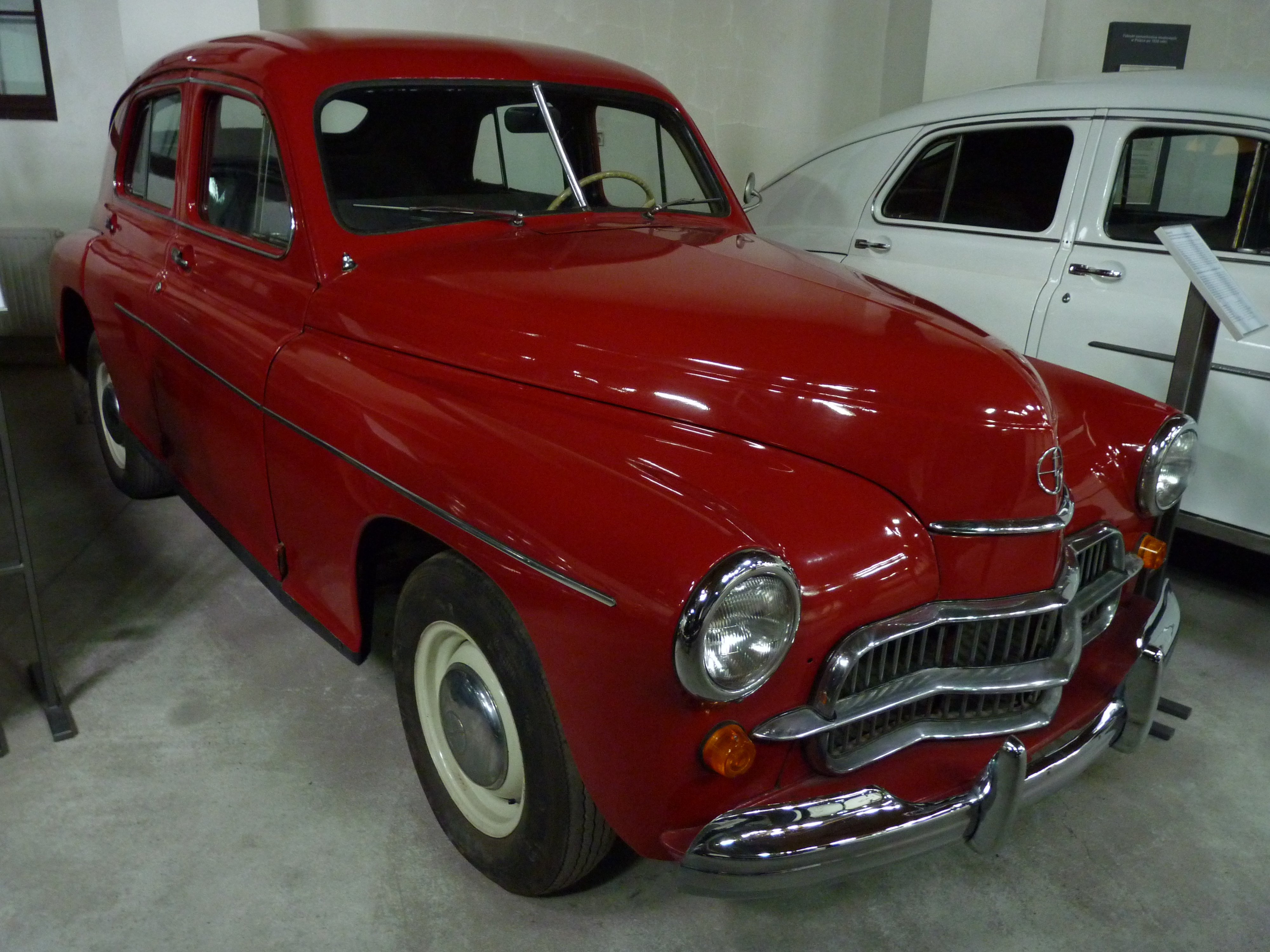
Warszawa 201
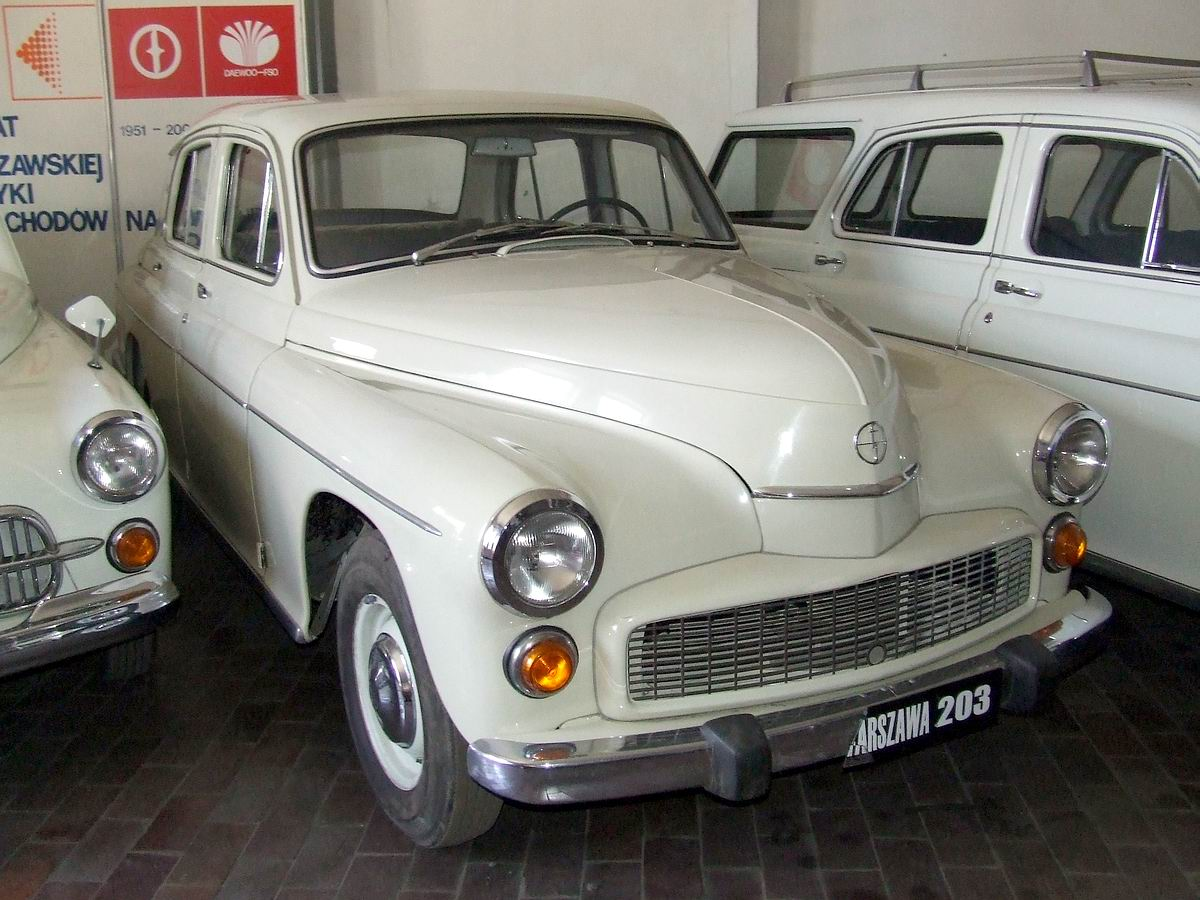
Warszawa 203
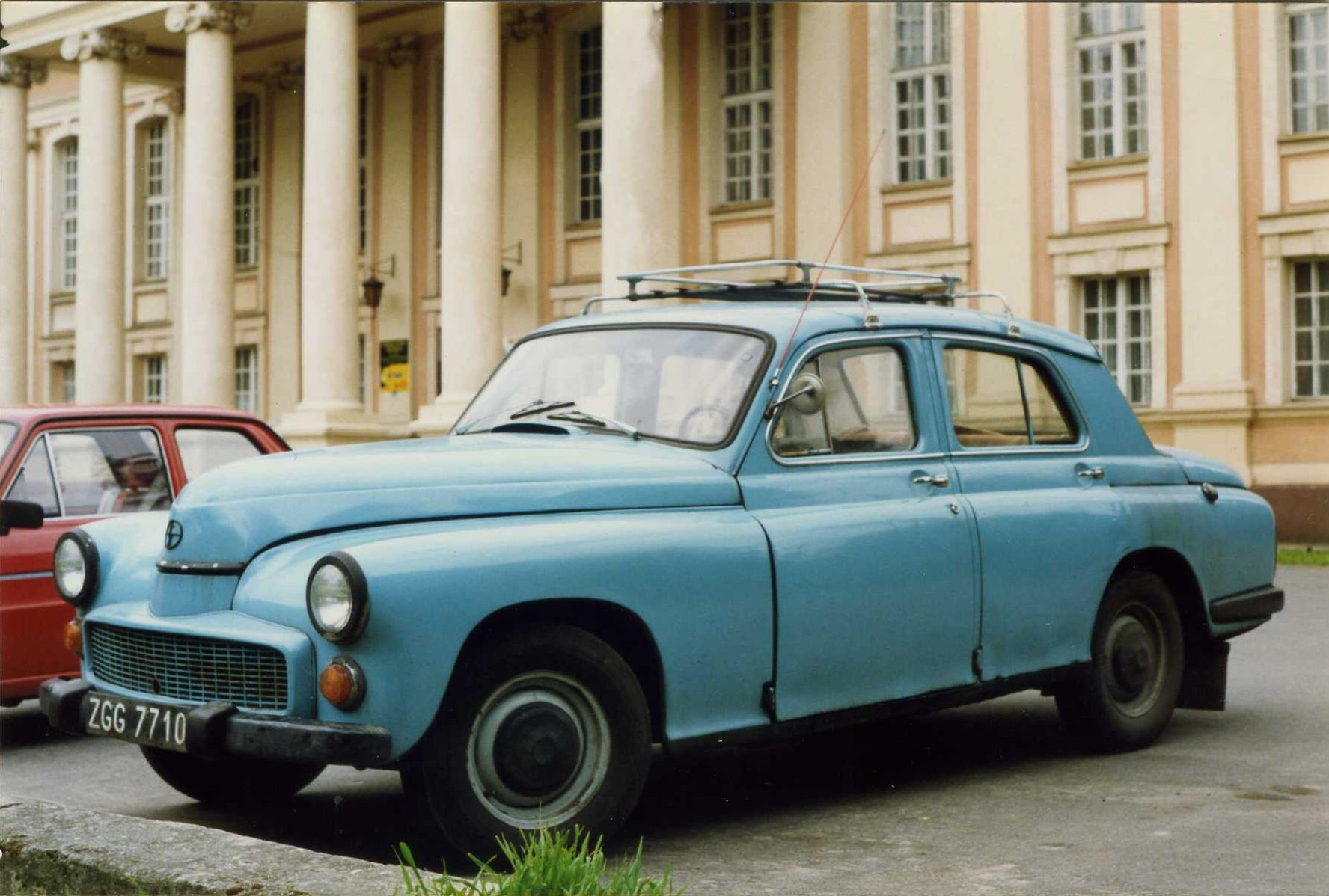
Warszawa 223
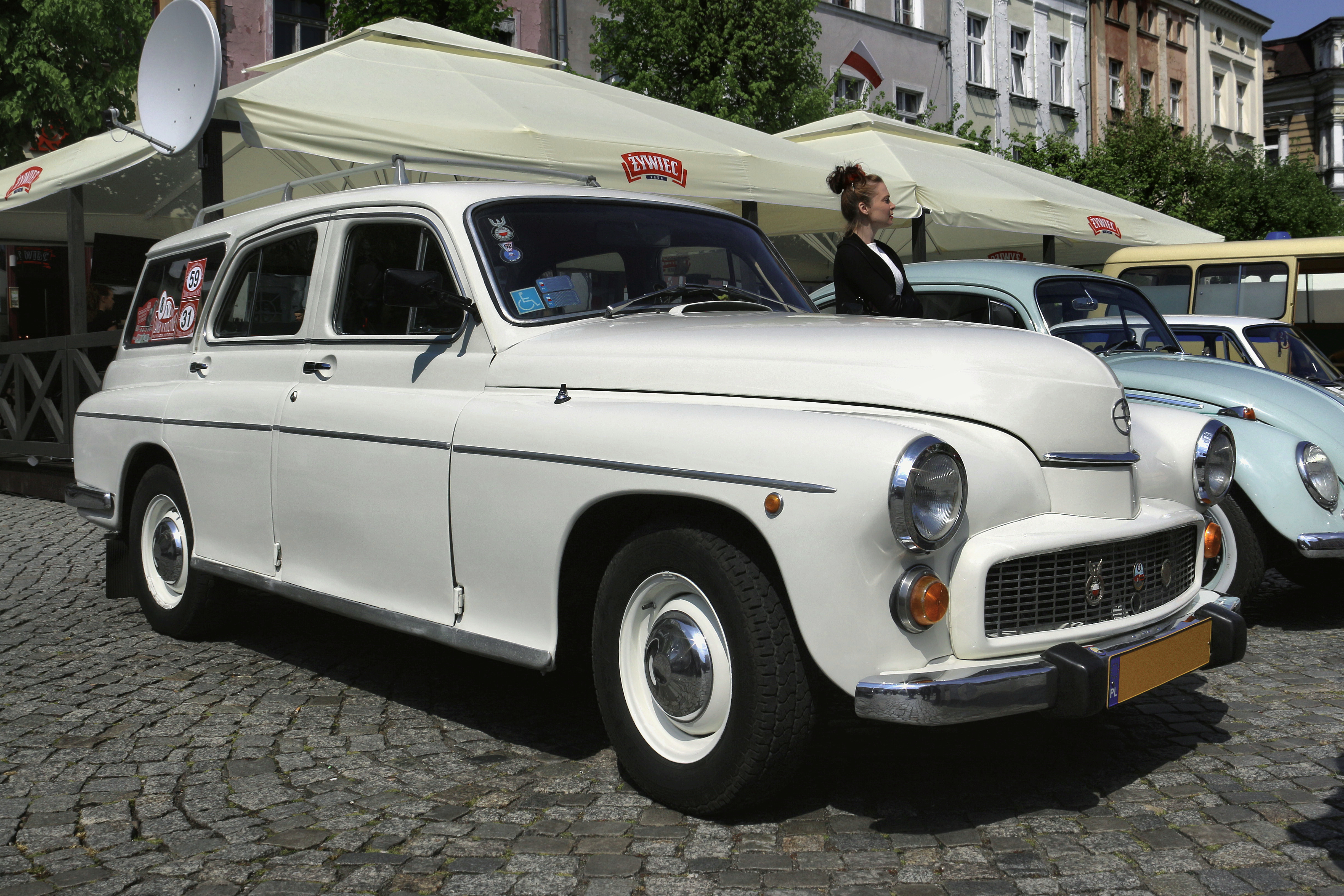
Warszawa 223 K (combi)
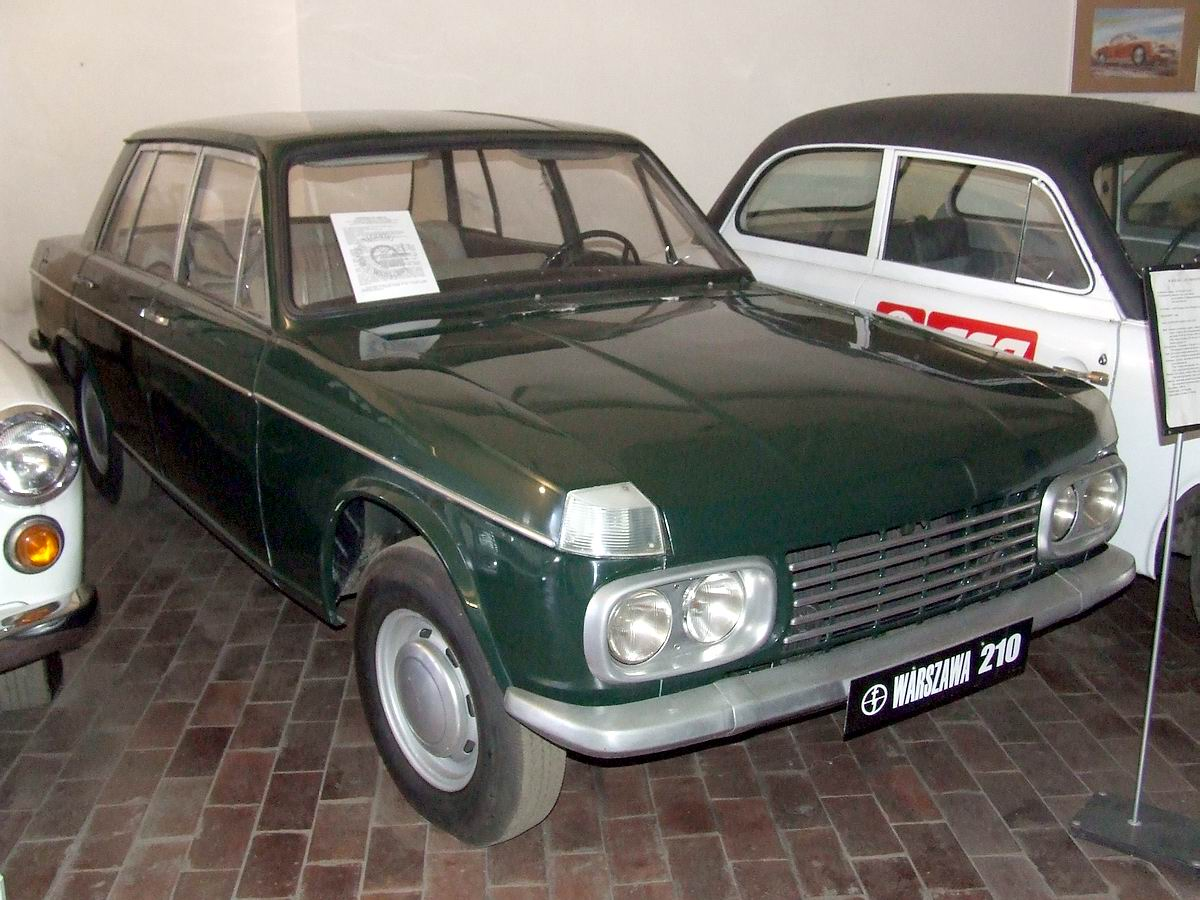
Warszawa 210 (1965, prototype)